# Louis Richardet (Musiker)
Louis Richardet (* 1911; † 1988) war ein französischer Jazz- und Unterhaltungsmusiker (Akkordeon, Piano, Komposition).

## Wirken
Richardet veröffentlichte 1931 den Titel „Comme les Affranchis“, 1935 den Walzer „Souveraine“ und die „Polka des mariages“, der weitere Kompositionen folgten.
1935 er auf Schallplatte Einspielungen der Nummern „Autrefois“ und „Pourquoi m’abandonner“ (Ideal 12.965) vor, aufgenommen mit dem Gitarristen Henry Lemarchand und dem Refrainsänger Pierre Daragon. Außerdem spielte er 1935 bei Michel Warlop et son Orchestre („Sèrenade“) und 1938 (als Pianist) mit The Hot Club Swing Stars, darunter Philippe Brun, Pierre Allier, Maurice Mouflard, Danny Polo, Alix Combelle, Noël Chiboust, Roger Chaput, Louis Vola und Pierre Fouad. 1947 nahm er unter eigenem Namen (Louis Richard Day's Accordeon Swing Quartet, mit Charles Hary, Jean Storne, Marcel Bianchi, Pierre Fouad) vier Titel auf (darunter „A-tisket, A-tasket“ und „Alexander’s Ragtime Band“ für Brunswick), weitere Nummern als Louis Richardet et son Orchestre (mit Maurice Mouflard, Hubert Rostaing, Noël Chiboust, Lucien Gallopain, Jean Storne) für Decca („Jour de Swing“).
In späteren Jahren nahm Richardet Musette- und andere Tanzmusik auf Brunswick als Louis Richard oder als Richardet et son Orchester auf Polydor auf. Des Weiteren legte er auf Disques ABC (Jazz Club Français) Schellackplatten in der Reihe „Etudes pour pianistes de jazz“ vor. In späteren Jahren erschien seine Musik (wie „Coquette“ und „Strange Harmony“) auf diversen Kompilationen wie Légendes de l’Accordéon.

## Diskographische Hinweise
- Album des Swing Succès Louis Richardet